# Ludolphus van Schonevelde van Bentheim
Ludolphus van Schonevelde van Bentheim (ca. 1245) was de kleinzoon van Boudewijn I van Bentheim en werd in 1274 ridder. Hij was de eerste van dit geslacht dat zich “van Schonevelde” noemt, naar de hof “Schoneveld” in de buurtschap Wilsum in het kerspel Uelsen. Ludolphus gebruikte hetzelfde wapen als die van Huis Bentheim.
Ludolphus wordt voor het eerst genoemd op 4 september 1272 als getuige van graaf Otto V van Bentheim.
Op 19 januari 1299 kwam hij met onder meer Arnoldus van Dedem en Nicolaus de Sconenvelde, ridders, als getuige en borgman van graaf Egbert van Bentheim voor.
Omdat zijn zoon toen ook reeds ridder was, zal Ludolphus niet later dan circa 1245 zijn geboren. Op 4 maart 1304/1305 kwam Ludolph nog voor als getuige van Otto, bisschop van Münster.

## Familie
Ludolphus had twee kinderen:
- Mattheus de Sconenfeld (overleden 1328), werd heer van het leengoed Heyminckhorst in het kerspel Emlicheim
- Nicolaus van Schonevelde (ca. 1270-1330), bleef in Bentheim als borgman.